# Haven (waterschap)
De Haven is een voormalig kanaalwaterschap in de Nederlandse provincie Groningen.
Het waterschap had als taak het normaliseren van een gedeelte van de Ruiten Aa en aanverwante werken. Het kanaal wordt sinds 2000 beheerd door het waterschap Hunze en Aa's.